# Šibeniční vrch (Jizerská tabule)
Šibeniční vrch (337 m n. m.), lidově nazývaný Šibeňák, je vrch v okrese Mladá Boleslav Středočeského kraje, severně u města Bělá pod Bezdězem, na stejnojmenném katastrálním území.

## Popis vrchu
Vrch je převážně zalesněn borovým porostem, zčásti vymýceným. Na západním svahu se nachází skupina malých lomů. Na samotném vrcholu kopce stojí zemní vodojem (propojen s čerpací stanicí Hlučovské prameny v údolí pod vrchem). Výhled je možný od jižní strany vodojemu nebo níže ze svahu na Vrátenskou horu, Housecké vrchy a Bezděz. Na severozápadních svazích pod vrchem se rozprostírá chatová oblast Pod Šibeničním vrchem. V blízkém okolí jsou i další drobné neovulkanické vyvýšeniny, ale všechny s odtěženým tělesem.

## Geomorfologické členění
Vrch náleží do celku Jizerská tabule, podcelku Středojizerská tabule, okrsku Bělská tabule a podokrsku Radechovská pahorkatina.

## Přístup
Automobilem lze přijet do Bělé pod Bezdězem, pešky se dá odbočit k vrcholu z modré turistické trasy, která vede po svahu údolí Bělé skrz chatovou oblast.